# 維雷 (蘇梅區)
51°2′25″N 34°24′22″E / 51.04028°N 34.40611°E
維雷（羅馬化：Vyry）是位於烏克蘭東北部的村莊，由蘇梅州蘇梅區的里奇基市鎮負責管轄。該村處於維爾河畔，距離克拉夫琴科韋1.5公里，海拔高度140米，2001年人口1,663。